# 沖縄科学技術研究基盤整備機構
独立行政法人沖縄科学技術研究基盤整備機構（おきなわかがくぎじゅつけんきゅうきばんせいびきこう、英語: Okinawa Institute for Science and Technology Promotion Corporation, OIST PC）は、沖縄科学技術大学院大学の設立準備のために設置されていた独立行政法人で、所管省庁は内閣府であった。沖縄県において「科学技術の振興を図ること」と「アジア･太平洋地域の国際交流拠点とすること」を重要課題としていた。2011年11月1日、学校法人沖縄科学技術大学院大学学園の成立に伴い、その役割を終え、独立行政法人沖縄科学技術研究基盤整備機構法（第21条）および沖縄科学技術大学院大学学園法（附則第3条）の規定に基づき解散した。

## 解散時の概要
- 所在地
  - 機構本部：沖縄県国頭郡恩納村
  - 研究事業部：沖縄県うるま市（発足当初はうるま市に機構本部が置かれた。）
- 理事長：シドニー・ブレナー
- 根拠法：独立行政法人沖縄科学技術研究基盤整備機構法

## 業務
主たる業務は、沖縄科学技術大学院大学（仮称）の設立準備であり、予定地の調査や実際の施工等のハード面のみならず、脳神経学、分子生物学等研究や最先端科学の先行研究事業や最先端科学のワークショップ・セミナー等のソフト面での事業も行った。

## 名称
沖縄科学技術研究基盤整備機構は英語での名称を「Okinawa Institute for Science and Technology Promotion Corporation」としていた。一方、その後身である沖縄科学技術大学院大学学園では「Okinawa Institute of Science and Technology School Corporation」と称しており、「Institute for」ではなく「Institute of」としている。

## 沿革
- 2005年（平成17年）4月1日 - 独立行政法人沖縄科学技術研究基盤整備機構法施行（同日公布）
- 2005年（平成17年）9月1日 - 機構発足
- 2006年（平成18年）5月25日 - 沖縄科学技術大学院大学が設置される恩納村に機構本部が移設
- 2010年 (平成22年)3月 - 一部供用が開始された沖縄科学技術大学院大学メインキャンパスへ機構本部移設
- 2011年（平成23年）11月1日 - 学校法人沖縄科学技術大学院大学学園の成立に伴い解散。